# Canana Films
Canana Films es una casa productora de cine fundada por los actores Diego Luna y Gael García Bernal.

## Historia
En el 2005, los actores Diego y Gael deciden formar Canana Films para explorar la producción de películas independientes en México. Canana Films apoya el festival Ambulante gira de documentales. La compañía se unió con Golden Phoenix Productions, propiedad de Discovery Channel, para producir conjuntamente varios documentales sobre los asesinatos sin resolver de más de 300 mujeres en la ciudad fronteriza, Ciudad Juárez, Chihuahua (México).

## Producciones
Largometrajes
- Miss Bala (2019)
- Salt and Fire (2016)
- Mr. Pig (2016)
- Eva No Duerme (2015)
- Las elegidas (2015)
- Ardor (2014)
- Cesar Chavez (2014)
- Carmita (2013)
- No (2012)
- Fronteras (2011)
- Verdaderamente Durazo (2011)
- "Juan de los muertos" Cuba (2011)
- Jean Gentil (2010)
- Los Invisibles (2010)
- Post Mortem (2010)
- Cefalópodo (2010)
- Samantha (2010)
- 18 cigarrillos y medio (2010)
- Rudo y Cursi (2008)
- Sólo quiero caminar (2008)
- El Bufalo de la Noche (2007)
- Ruta 32 (2006)

Series
- Soy tu fan (2010)
- Alguien más (2013)